# Alois Čížek
Alois Čížek (24. prosince 1905 Praha – 13. prosince 1990 Gagny) byl český a československý politik, poválečný poslanec Prozatímního a Ústavodárného Národního shromáždění za Československou stranu národně socialistickou, později činný v exilu.

## Biografie
V letech 1939–1945 byl vězněn v nacistických koncentračních táborech.
V letech 1945–1946 byl poslancem Prozatímního Národního shromáždění za národní socialisty. Mandát obhájil v parlamentních volbách v roce 1946 a stal se poslancem Ústavodárného Národního shromáždění, kde zasedal do parlamentních voleb v roce 1948.
Po únorovém převratu byl zařazen mezi hlavní odpůrce komunistického režimu a hrozila mu fyzická likvidace. V roce 1948 odešel do emigrace, kde se brzy zapojil do aktivit exilových národních socialistů. V rámci exilové strany představoval mladší generaci, kriticky naladěnou vůči špičkám strany a vůči vedení Petra Zenkla. Od roku 1959 vydával ve Francii satirický časopis Bič.